# Bulleremaeus
Bulleremaeus – rodzaj roztoczy z kohorty mechowców i rodziny Cymbaeremaeidae.
Rodzaj ten został opisany w 1966 roku przez Marie Hammer. Gatunkiem typowym wyznaczono Bulleremaeus reticulatus.
Mechowce te mają notogaster pokryty grubą, siateczkowatą rzeźbą i opatrzony małymi, cienkimi szczecinami. Szew dosrosejugalny mają nie przerwany pośrodku. Szczeciny notogastralne występują w liczbie 12 par, genitalne 6 par, aggenitalne 1 pary, analne 2 par, a adanalne 3 par. Obecne także szczeciny interlamellarne. Odnóża są trójpalczaste i mają wierzchołkowe solenidia goleni powiększone.
Rodzaj endemiczny dla Nowej Zelandii.
Należą tu 2 opisane gatunki:
- Bulleremaeus reticulatus Hammer, 1966
- Bulleremaeus tuberculatus Hammer, 1966